# Политическая деятельность
Полити́ческая де́ятельность (полити́ческое де́йствие, англ. political activity) — деятельность (действие), направленная на изменение или сохранение существующих политических отношений, одна из форм общественной деятельности, является производной от общественной, религиозной, экономической и иных деятельностей человека.

## Определение
Согласно БСЭ политическая деятельность — это особая, специфическая форма общественной деятельности, определяемая экономическими интересами, но обладающая большей степенью самостоятельности, чем экономическая деятельность.
По мнению ряда политологов политическая деятельность — это активность, направленная на изменение или сохранение существующих политических отношений, в результате которых получается их новое качество, либо консервируется старое.
Согласно Федеральному закону № 272-ФЗ 2012 года Российской Федерации — России политическая деятельность — это деятельность в сфере государственного строительства, защиты основ конституционного строя государства, федеративного устройства государства, защиты суверенитета и обеспечения территориальной целостности государства, обеспечения законности, правопорядка, государственной и общественной безопасности, обороны государства, внешней политики, социально-экономического и национального развития государства, развития политической системы, деятельности государственных органов, органов местного самоуправления, законодательного регулирования прав и свобод человека и гражданина в целях оказания влияния на выработку и реализацию государственной политики, формирование государственных органов, органов местного самоуправления, на их решения и действия.

## Формы политической деятельности
Согласно статье 2.1 ФЗ России № 272-ФЗ политическая деятельность осуществляется в следующих формах:
- участие в организации и проведении публичных мероприятий в форме собраний, митингов, демонстраций, шествий или пикетирований либо в различных сочетаниях этих форм, организации и проведении публичных дебатов, дискуссий, выступлений;
- участие в деятельности, направленной на получение определённого результата на выборах, референдуме, в наблюдении за проведением выборов, референдума, формировании избирательных комиссий, комиссий референдума, в деятельности политических партий;
- публичные обращения к государственным органам, органам местного самоуправления, их должностным лицам, а также иные действия, оказывающие влияние на деятельность этих органов, в том числе направленные на принятие, изменение, отмену законов или иных нормативных правовых актов;
- распространение, в том числе с использованием современных информационных технологий, мнений о принимаемых государственными органами решениях и проводимой ими политике;
- формирование общественно-политических взглядов и убеждений, в том числе путем проведения опросов общественного мнения и обнародования их результатов или проведения иных социологических исследований;
- вовлечение граждан, в том числе несовершеннолетних, в указанную деятельность;
- финансирование указанной деятельности.